# محمد طاهر السماوي
     لشخصية أخرى تحمل اسم محمد السماوي، طالع محمد السماوي (توضيح).

محمد طاهر السّماوي (23 يناير 1876 - 13 أكتوبر 1950) عالم مسلم وأديب عراقي. ولد بمدينة السماوة ونشأ بها. سافر إلى النجف عام 1886 لدراسة العلوم الدينية، وبقي فيها إلى عام 1912، ثمّ سافر إلى بغداد وانتُخب عضواً في مجلس الولاية الخاصّ خمس سنين، ثمّ عاد إلى النجف وتولّى بها القضاء الشرعي، وانتُخب عضواً بالمجمع العلمي العراقي، ثمّ نُقل إلى كربلاء فبقي فيها سنين، ونُقل إلى بغداد فبقي عشر سنوات بين القضاء والتمييز الشرعي، وأخيراً نُقل إلى النجف حسب طلبه فبقي فيها سنة. له من مؤلفات الطليعة في شعراء الشيعة، إبصار العين في أنصار الحسين، ظرافة الأحلام فيما نظم في المنام، الكواكب السماوية في شرح القصيدة الفرزدقية، شجرة الرياض في مدح النبي الفيّاض، جذوة السلام في نظم مسائل الكلام وإلخ. توفي في النجف ودفن في العتبة العلوية.

## سيرته
ولد محمّد بن طاهر بن حبيب بن حسين بن محسن بن تركي الفضلي السماوي في السماوة 27 ذي الحجة سنة 1292 هـ/ 23 يناير 1876 م ونشأ بها. هاجر إلى النجف سنة 1304 هـ/ 1886 م لتحصيل العلم فقرأ المقدّمات الأدبية والشرعية، وقرأ الفقه وأُصوله على شكر البغدادي وعبد الله آل معتوق، والرياضيات على أغا رضا الأصفهاني، والأدب على إبراهيم الطباطبائي.

ثمّ حضر الأبحاث العالية على الشيخ عليّ وحسن آل الجواهري وأغا رضا الهمداني ومحمّد الهندي ومحمد طه نجف ومحمد حسن المامقاني وشيخ الشريعة الأصفهاني حتّى تخرج عليهم وأُجيز بالاجتهاد عن أساتذته عليّ الجواهري والهندي ونجف.

شارك في العلوم المألوفة من فقه وأُصوله وحديث وتفسير وحكمة ومنطق وتاريخ وأدب وعروض وشعر، وفي العلوم الغريبة كالرمل والحروف والجفر والكيمياء.

امتلك مكتبة نفيسة غنية بالمخطوطات، وقد كتب بخطّه أكثر من خمسمائة كتاب في مختلف العلوم والفنون أحيى بذلك ما كاد يتلف من الآثار الفريدة.

توفي بالنجف 2 محرم سنة 1370 هـ/ 13 أكتوبر 1950 م ودفن بالصحن الشريف بحجرة رقم 7.

## حياته الشخصية
تزوج السماوي من امرأة اسـمها ميرزاية بنت عبد الحميد الخمايسي، وهي أيضاً من بيت علم وأدب، وقد أولدها السماوي عبد الرزاق وبنتاً اسمها فاطمة.

## مؤلفاته
مؤلفاته مطبوعة:
- إبصار العين في أنصار الحسين عليه‌السلام.
- ثمرة الشجرة في مدائح العترة المطهرة، شعره.
- شجرة الرياض في مدح النبيّ الفياض صلى ‌الله‌عليه‌وآله‌وسلم
- صدى الفؤاد إلى حمى الكاظم والجواد، تاريخ شعري.
- الطليعة من شعراء الشيعة، مجلدين.
- ظرافة الأحلام في النظام المتلو في المنام
- عنوان الشرف في وشي النجف، تاريخ شعري.
- الكواكب السماوية في شرح قصيدة الفرزدق الميمية.
- مجالي اللطف بأرض الطف، تاريخ شعري.
- موجز تواريخ أهل البيت عليهم‌السلام.
- وشائح السراء في شأن سامراء، تاريخ شعري.